# Мария Великобританская
Мари́я Великобрита́нская, ландграфи́ня Ге́ссен-Ка́ссельская (англ. Mary of Great Britain, Landgravine of Hesse-Kassel); также Мари́я Ганно́верская (англ. Mary of Hanover; 22 февраля (5 марта) 1723, Лестер-Хаус, Лондон — 14 января 1772, Ханау) — четвёртая дочь короля Великобритании Георга II и Каролины Бранденбург-Ансбахской; супруга ландграфа Гессен-Касселя Фридриха II, мать курфюрста Гессена Вильгельма I.

## Биография

### Ранние годы

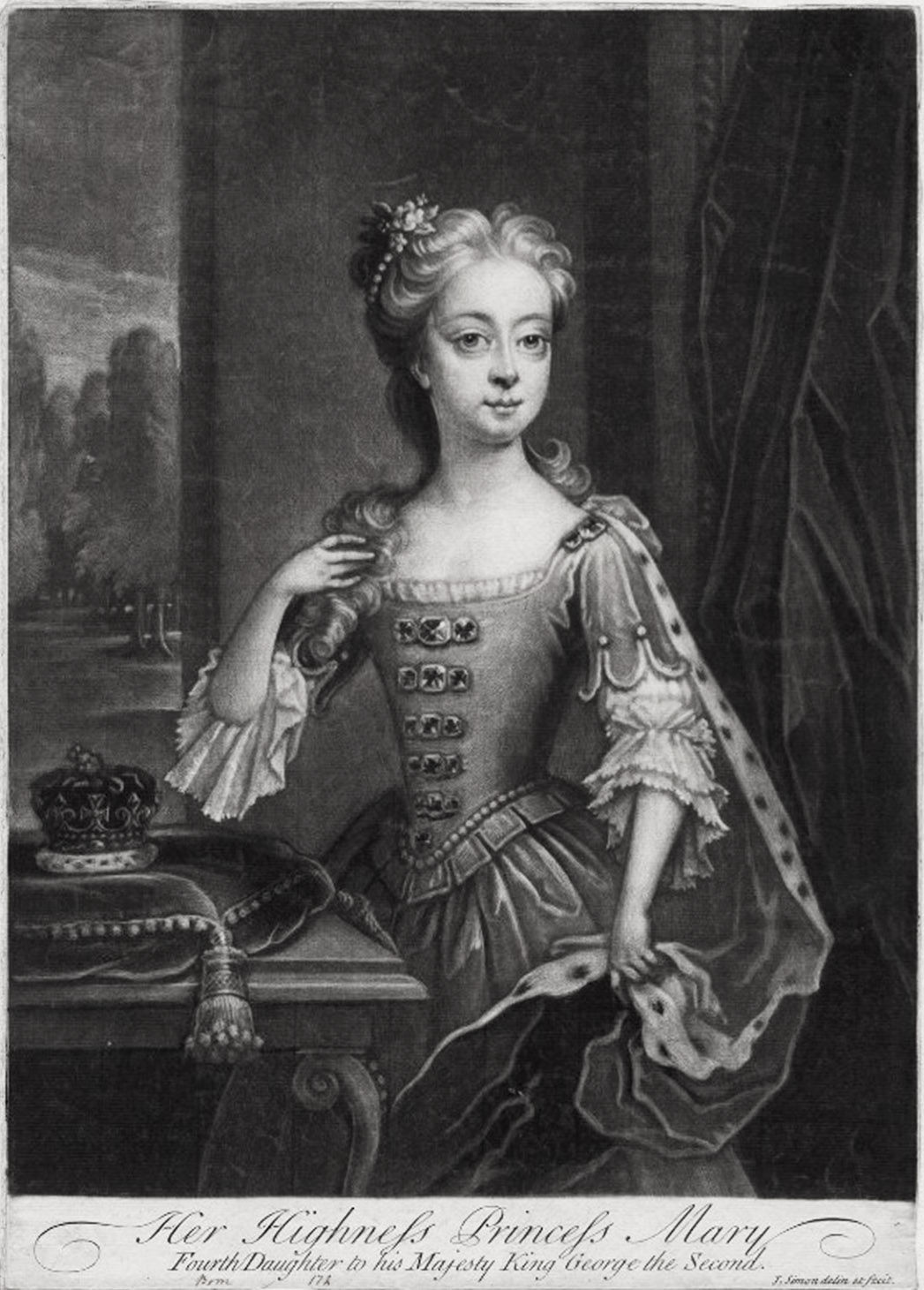
Принцесса Мария

Принцесса Мария родилась 5 марта 1723 года в резиденции Лестер-Хаус, Лондон, в семье принца и принцессы Уэльских Георга II и Каролины Бранденбург-Ансбахской; была четвёртой дочерью и восьмым ребёнком из девяти детей пары. Мария стала первой дочерью Георга и Каролины, родившейся в Великобритании.
Будучи внучкой короля Великобритании, Мария с рождения получила титул принцессы королевской крови и право именоваться Её Королевское Высочество принцесса Мария (англ. HRH Princess Mary, а после восшествия на престол отца — англ. HRH The Princess Mary). На момент рождения принцесса занимала седьмое место в порядке наследования британского престола после отца, двух братьев и трёх сестёр. В 1727 году умер дед Марии и её отец стал королём.

### Брак

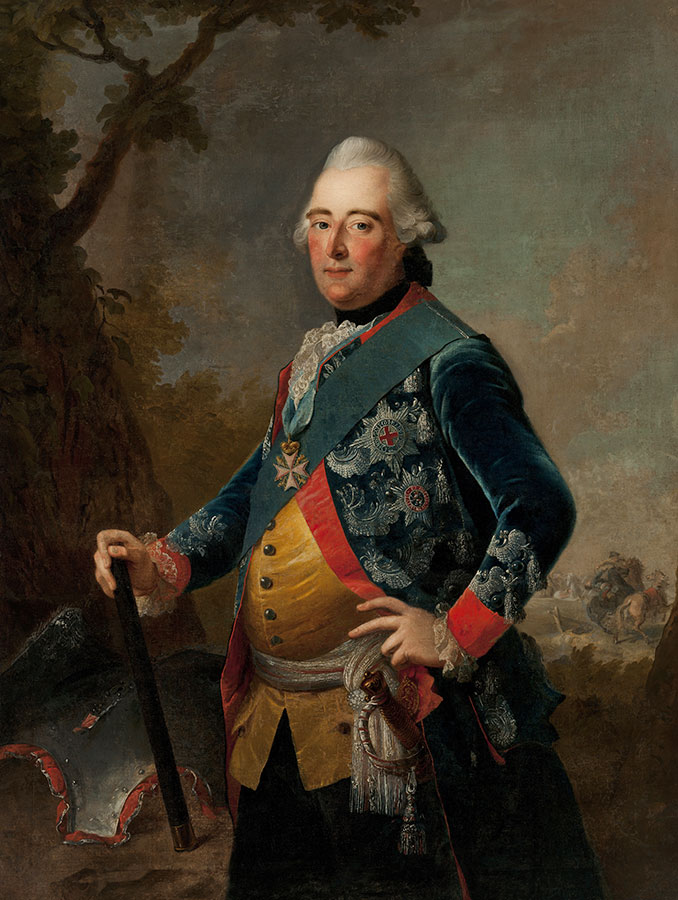
Муж Марии, Фридрих Гессен-Кассельский

Брак по доверенности между Марией и Фридрихом Гессен-Кассельским, единственным сыном и наследником Вильгельма VIII Гессен-Кассельского, был заключён в королевской капелле Сент-Джеймсского дворца 8 мая 1740 года. Представителем жениха выступил брат принцессы, Уильям Август, герцог Камберлендский; в качестве приданого парламент выделил Марии 40 000 фунтов стерлингов.
После брака по доверенности в Лондоне 17-летняя Мария отплыла из Гринвича в Гессен-Кассель. Официальная церемония бракосочетания с присутствием жениха состоялась 28 июня. Внешне муж Марии оказался «высоким и красивым», но больше ничего хорошего о нём сказать было нельзя: Фридрих оказался «жестоким хамом». По прибытии Марии Фридрих посчитал, и открыто заявил об этом принцессе, что он вправе решать, станет ли она его женой или нет. В 1746 году Мария предприняла поездку в Великобританию, чтобы хотя бы на время защититься от жестоких нападок мужа.
В 1754 году Вильгельму VIII стало очевидно, что брак Марии с его сыном разваливается, и свёкор забрал невестку вместе с внуками жить к себе. Причиной разлада стал переход Фридриха в католичество, чего Мария, чья семья получила корону Великобритании благодаря своей вере — протестантизму, простить не могла. Однако и согласия на развод Мария не дала — чтобы лишить мужа возможности вступить в новый брак. В 1756 году принцесса отправилась в Данию, чтобы позаботиться о детях младшей сестры Луизы, скончавшейся в 1751 году. Своих сыновей Мария взяла с собой, благодаря чему мальчики росли при королевском дворе, а двое из них смогли жениться на датских принцессах. Кроме того, у Марии установились дружеские отношения с Каролиной Матильдой, дочерью старшего из братьев Марии Фредерика и женой Кристиана VII, сына Луизы. В Гессен-Кассель вернулся только старший сын Марии после того, как унаследовал от отца ландграфство в 1785 году. Младший сын, Фридрих, в 1781 году выкупил у брата замок Румпенхайм в Оффенбахе. Карл посвятил себя военной службе в Дании, но в 1767 году из-за ссоры с королём Кристианом VII вынужден был вернуться к матери, проживавшей в Ханау.
После перехода Фридриха в католичество свёкор Марии постарался как можно сильнее ограничить власть сына после своей смерти. Для этого в 1754 году Вильгельм VIII вновь выделяет из Гессен-Касселя старое графство Ханау-Мюнценберг, бывшее ранее самостоятельным, и перешедшее к Гессен-Касселю лишь в 1736 году, после смерти там последнего графа Ханау Иоганна Рейнхарда III. Правителем и своим наследником в графстве Ханау Вильгельм VIII делает старшего сына Фридриха и Марии. Таким образом, после смерти деда 1 февраля 1760 года Вильгельм IX получает графство Ханау. До его совершеннолетия регентом при принце была объявлена Мария, формально считавшаяся ландграфиней.
Принцесса Мария скончалась 14 января 1772 года в Ханау, Гессен-Кассель. Через год, 10 января 1773, Фридрих женился во второй раз: его избранницей стала Филиппина Бранденбург-Шведтская, младшая дочь Фридриха Вильгельма Бранденбург-Шведтского и прусской принцессы Софии Доротеи Марии.

## Дети
- Вильгельм (25 декабря 1741 — 1 июля 1742[1])
- Вильгельм (3 июня 1743 — 27 февраля 1821[17]) — граф Ханау, ландграф Гессен-Касселя, курфюрст Гессена; был женат на своей кузине Вильгельмине Каролине Датской, дочери Фредерика V, короля Дании и Норвегии, и его жены Луизы Великобританской; в браке Вильгельм имел четверых детей, а кроме того, от различных любовниц у него родилось ещё несколько десятков детей[18].
- Карл (19 декабря 1744 — 17 августа 1836[17]) — ландграф Гессен-Касселя; был женат на своей кузине Луизе Датской, дочери Фредерика V, короля Дании и Норвегии, и его жены Луизы Великобританской; в этом браке родилось шестеро детей[19].
- Фридрих (11 сентября 1747 — 20 мая 1837[20]) — был женат на Каролине Нассау-Узингенской, дочери Карла Вильгельма Нассау-Узингенского и Каролины Фелициты Лейнинген-Дагсбургской[англ.]; в этом браке родилось 8 детей[21].